# Szczerbatek zielony
Szczerbatek zielony (Rhogogaster chlorosoma) – gatunek błonkówki z rodziny pilarzowatych. Samice owadów tego gatunku mają krótkie, wciągane pokładełko. Larwy przypominają gąsienice motyli, mają 3 pary odnóży tułowiowych i 8 par odnóży odwłokowych.
Występuje w Europie, na Syberii, Sachalinie, Kurylach, w Mongolii i Japonii.